# نهر كانساس
نهر كانساس المعروف أيضًا باسم كاو (بالإنجليزية: Kansas River)، هو نهر في شمال شرق ولاية كانساس في الولايات المتحدة. يقع في الجزء الجنوب غربي من تصريف نهر ميسوري ويعتبر أحد روافده، والذي يمثل بدوره الجزء الشمالي الغربي من تصريف نهر المسيسيبي. يعود مصدر كلا الاسمين (كانساس وكاو) إلى سكان قبيلة كاو [الإنجليزية] السكان الأصليين للمنطقة. كما أطلق إسم النهر على مدينة كانساس سيتي بولاية ميسوري، وأطلق لاحقًا ولاية كانساس.
يبلغ متوسط عرض النهر حوالي 2.6 ميل (4.2 كـم)، مع وجود نقاط أوسع بين مدينتي واميغو وروسفيل، حيث يصل عرضه إلى 4 ميل (6.4 كـم)، ثم يضيق إلى 1 ميل (1.6 كـم) أو أقل بين مدينتي يودورا ودي سوتو. تم وضع سدود على جزء كبير من مستجمعات المياه في النهر للتحكم في الفيضانات، غير أن نهر كانساس يتدفق بحرية بشكل عام ويتوفر على بعض السدود القليلة، والتي تشمل بعض السدود التحويلية وسد واحد لتوليد الطاقة الكهرومائية منخفضة التأثير.

## الأماكن والمواقع على طول النهر
من منبع النهر إلى النهر الذي يصرف فيه.

### المقاطعات
- وايندوت وجونسون (الحدود جزئيا)
- جيفرسون ودوغلاس (الحدود)
- شوني
- بوتاواتومي وواباونسي (الحدود)
- رايلي
- جيري

### المدن والبلدات التي يعبرها
| المدينة      | العمق (بالمتر) |
| ------------ | -------------- |
| كانساس سيتي  | 220            |
| شاوني        | 223            |
| إدوردسفيل    | 226            |
| بونر سبرينغز | 232            |
| دي سوتو      | 233            |
| لورانس       | 241            |
| ليكومبتون    | 250            |
| بيري         | 250            |
| تيكومسيه     | 260            |
| توبيكا       | 260            |
| ويلارد       | 271            |
| بيلفو        | 278            |
| واميغو       | 291            |
| سانت جورج    | 298            |
| مانهاتن      | 300            |
| أوغدين       | 312            |
| فورت رايلي   | 320            |
| جنكشن سيتي   | 319            |

### روافد النهر
- نهر واكروسا
- النهر الأزرق الكبير
- النهر الجمهوري
- نهر سموكي هيل
- نهر ديلاوير

## وصلات خارجية
- شركة باورسوك ميلز آند باور
- كاو بوينت
- تحالف تراث وادي كاو
- هيئة المسح الجيولوجي الأمريكية
- كانساس السفلى
- هيئة المسح الجيولوجي الأمريكية: خريطة المواقع التاريخية والثقافية على طول وادي كاو